# 焦亮
焦 亮（しょう りょう、Jiao Liang、1823年 - 1852年）、清末の天地会の指導者。洪大全または洪大泉の名で知られる。
湖南省興寧出身。科挙を受験して生員となったが、郷試には合格しなかった。そのため清朝に対して怨恨を抱くようになり、天地会に加入して蜂起を計画するようになった。1851年に太平天国が金田蜂起をおこし、永安に進撃すると焦亮も参加した。彼は天王洪秀全に対して湖南省に進軍するように提議し、顧問格として優遇された。
しかし彼は洪秀全が軍民にキリスト教による教育を施しているのに対して「張角、孫恩、徐鴻儒など妖術で成功した者はいない。早急に改めるべし」と説いて不興を買った。さらに太平天国の反儒教の姿勢に対して「天王は秦の始皇帝と変わりがない。始皇帝が孔子の墓を暴いたことと天王が孔子像を破壊するのは変わりがなく、始皇帝が焚書を行うのと天王が経書を汚穢の中に置くのは変わりがない」と説いてますます不興を買った。さらに大事が定まっていないのに王を称したこと、東王楊秀清に政務を委ねていることを失策として「昔、淮南の袁術や浙西の董昌は数十の城を得ただけで尊大になって滅亡した。今、僅かな地しか得ていないのに虚名を崇めるのは災いをもたらす。また天王が宮中にこもり、政務を凡人に委ねる罪は李自成・張献忠のごときものである」と説いた。洪秀全は激怒した。焦亮は諫言が聞き入れられないので永安を脱出したが、捕らえられて牢に入れられた。楊秀清と西王蕭朝貴は彼を殺害するよう求めたが、洪秀全は認めなかった。
1852年、清軍と太平天国軍との戦闘で焦亮は清軍に捕らえられ、欽差大臣サイシャンガ（賽尚阿）のもとに送られた。サイシャンガは咸豊帝から敵の首領を捕らえることを厳命されていたが、太平天国軍に敗れて4人の総兵を戦死させていた。サイシャンガは死罪を免れるために焦亮を洪秀全の兄弟で太平天国の「天徳王」洪大全であると捏造し、北京に送った。こうして焦亮は北京で処刑された。
死後、妻の許月桂・弟の焦玉晶・その妻の許香桂が天地会を率いて蜂起した。